# Confusão (direito)
Para outros significados de confusão ver Confusão (desambiguação).
A confusão, art.381.CC, é, no direito das obrigações, uma forma de extinção de obrigação, e consiste em confundir-se, na mesma pessoa, as qualidades de credor e devedor.
Ocorre por meio de fato Jurídico onde o crédito e o débito se unem em uma só pessoa, extinguindo a obrigação. A extinção só ocorre porque ninguém pode ser credor ou devedor de si mesmo, sendo sempre necessária a existência de dois pólos na obrigação. A confusão dar-se-á por fatores alheios à vontade das partes, e a fusão dos sujeitos na mesma pessoa incorre na impossibilidade lógica de sobrevivência da obrigação.

## Espécies
A confusão pode ser:
- Total, extinguindo-se toda a dívida;
- Parcial, extinguindo-se parte da dívida após a confusão.

## Exemplo
Um filho deve certa quantia em dinheiro ao seu pai. Este vem a falecer, criando a mortis causa, portanto seu filho adquire herança por sucessão, tendo neste valor suficiente para quitar sua dívida. Imediatamente ocorre a confusão, já que o filho passa a ser credor e devedor de si mesmo, e extingue-se a obrigação.